# العلاقات الأردنية الكولومبية
العلاقات الأردنية الكولومبية هي العلاقات الثنائية التي تجمع بين الأردن وكولومبيا.

## مقارنة بين البلدين
هذه مقارنة عامة ومرجعية للدولتين:
| وجه المقارنة                                              | الأردن                   | كولومبيا        |
| --------------------------------------------------------- | ------------------------ | --------------- |
| المساحة (كم2)                                             | 89.34 ألف                | 1.14 مليون      |
| عدد السكان (نسمة)                                         | 9.81 مليون               | 49.07 مليون     |
| الكثافة السكانية (ن./كم²)                                 | 109.81                   | 43.04           |
| العاصمة                                                   | عمان                     | بوغوتا          |
| اللغة الرسمية                                             | اللغة العربية            | اللغة الإسبانية |
| العملة                                                    | دينار أردني              | بيزو كولومبي    |
| الناتج المحلي الإجمالي (بليون دولار)                      | 40.07 مليار              | 309.19 مليار    |
| الناتج المحلي الإجمالي (تعادل القوة الشرائية) بليون دولار | 82.80 مليار              | 724.96 مليار    |
| الناتج المحلي الإجمالي الاسمي للفرد دولار أمريكي          | 4.94 ألف                 | 7.60 ألف        |
| الناتج المحلي الإجمالي للفرد دولار أمريكي                 | 12.05 ألف                | 13.36 ألف       |
| مؤشر التنمية البشرية                                      | 0.748                    | 0.720           |
| رمز المكالمات الدولي                                      | +962                     | +57             |
| رمز الإنترنت                                              | .jo                      | .co             |
| المنطقة الزمنية                                           | ت ع م+02:00، ت ع م+03:00 | 00              |

## منظمات دولية مشتركة
يشترك البلدان في عضوية مجموعة من المنظمات الدولية، منها:
| علم المنظمة | اسم المنظمة                               | تاريخ انضمام الأردن | تاريخ انضمام كولومبيا |
| ----------- | ----------------------------------------- | ------------------- | --------------------- |
|             | وكالة ضمان الاستثمار متعدد الأطراف        | 12 أبريل 1988       | 30 نوفمبر 1995        |
|             | منظمة الشرطة الجنائية الدولية             | ?                   | ?                     |
|             | منظمة حظر الأسلحة الكيميائية              | ?                   | ?                     |
|             | منظمة التجارة العالمية                    | ?                   | ?                     |
|             | الأمم المتحدة                             | 14 ديسمبر 1955      | 5 نوفمبر 1945         |
|             | مؤسسة التمويل الدولية                     | 20 يوليو 1956       | 20 يوليو 1956         |
|             | يونسكو                                    | 14 يونيو 1950       | 31 أكتوبر 1947        |
|             | مؤسسة التنمية الدولية                     | 4 أكتوبر 1960       | 16 يونيو 1961         |
|             | البنك الدولي للإنشاء والتعمير             | 29 أغسطس 1952       | 24 ديسمبر 1946        |
|             | المركز الدولي لتسوية المنازعات الاستشارية | 29 نوفمبر 1972      | 14 أغسطس 1997         |
|             | الاتحاد البريدي العالمي                   | ?                   | ?                     |
|             | الاتحاد الدولي للاتصالات                  | 20 مايو 1947        | 25 أغسطس 1914         |

## وصلات خارجية
- موقع وزارة الخارجية الأردنية
- موقع وزارة الخارجية الكولومبية